# کاترینا زوبکوا
کاترینا زوبکوا (به انگلیسی: Kateryna Zubkova) (زادهٔ ۱۴ ژوئیهٔ ۱۹۸۸) شناگر اهل اوکراین است.